# 赵桥古墓
赵桥古墓，是位于中国山东省泰安市东平县东平街道赵桥社区的汉代古墓葬，1985年入选东平县第一批文物保护单位。
赵桥古墓现存一座，直径44米，封土高6米，由黄土和灰褐土筑造而成，此墓葬及其南侧一处毁于文革时期的墓葬曾出土陶器、铜带钩、铜车马饰件等。